# Psilotreta trispinosa
Psilotreta trispinosa är en nattsländeart som beskrevs av Schmid 1965. Psilotreta trispinosa ingår i släktet Psilotreta och familjen böjrörsnattsländor. Inga underarter finns listade i Catalogue of Life.